# Laze pri Dramljah
Laze pri Dramljah este o localitate din comuna Šentjur, Slovenia, cu o populație de 161 de locuitori.